# Gens Anicia
La gens Anicia fue una familia de plebeyos de la Antigua Roma, mencionados por primera vez hacia finales del siglo IV a. C.. El primero de los Anicii que consiguió destacar bajo la República fue Lucio Anicio Galo, que condujo la guerra contra los ilirios durante la tercera guerra macedónica, en 168 a. C..
Una familia noble llevó este nombre en la época imperial, y puede haber sido descendiente de los Anicii de la República.

## Origen
Los Anicii podrían proceder de la ciudad latina de Praeneste. El primero de la familia en obtener una magistratura curul en Roma llevó el apellido Praenestinus.

## Praenomina
Se sabe que los Anicii utilizaron los praenomina Lucius, Quintus, Marcus, Gnaeus, Titus, y Gaius.

## Ramas ycognomina
La única rama importante de la familia durante la República utilizó el cognomen Gallus, que puede referirse a un gallo, o a un galo. El apellido Praenestinus, encontrado en los primeros tiempos, puede indicar que la familia era original de la ciudad de Praeneste. Fue probablemente un cognomen personal, ya que no aparece en tiempos posteriores.
A finales del imperio, en el siglo IV d. C., una familia romana que llevaba el nomen Anicius alcanzó una gran prominencia. El historiador Edward Gibbon escribe:

Desde el reinado de Diocleciano hasta la extinción final del imperio Occidental, aquel nombre brillaba con un lustre que no fue eclipsado, en la valoración pública, por la majestad de la púrpura imperial. Las varias ramas, a las que se comunicó, unieron, por matrimonio o herencia, la riqueza y títulos de las casas de los Anios, los Petronios, y los Olibrios; y en cada generación el número de consulados fue multiplicado por reclamo hereditario. La familia Anicia sobresalió en la fe y las riquezas: fueron los primeros del Senado romano que abrazaron el cristianismo; y es probable que Anicio Juliano, que después fue cónsul y prefecto de la ciudad, expió su apoyo al partido de Majencio, por la facilidad con que aceptó la religión de Constantino.

Su amplio patrimonio fue aumentado por la industria de Probo, el jefe de la familia Anicia; quien compartió con Graciano los honores del consulado, y ejercitó, cuatro veces, el alto cargo de Prefecto del pretorio. Sus inmensas propiedades estaban esparcidas sobre la ancha extensión del mundo romano; y aunque el público podría sospechar o desaprobar los métodos por las que habían sido adquiridas, la generosidad y la magnificencia de aquel estadista afortunado mereció el agradecimiento de sus clientes, y la admiración de los extraños.  Tal era el respeto por su memoria, que los dos hijos de Probo, en su juventud más temprana, y a petición del senado, fueron asociados a la dignidad consular; una memorable distinción, sin ejemplo, en los anales de Roma.

"Los mármoles del palacio Anicio" fueron utilizados como expresión proverbial de opulencia y esplendor; pero los nobles y los senadores de Roma aspiraban, según su grado, a imitar a la ilustre familia
Edward Gibbon Historia de la decadencia y caída del Imperio romano

.
Una rama de la familia fue transferida al Imperio Romano Oriental, estableciéndose en Constantinopla (donde Anicia Juliana, hija del Emperador de Occidente Olibrio, fue una mecenas de las artes) y aumentando en prestigio: el erudito y filósofo Boecio fue miembro de esta familia, como lo fue Anicio Fausto Albino Basilio, la última persona distinta del Emperador en ostentar el cargo de cónsul, en 541. En Occidente, por otro lado, los Anicii eran seguidores de la independencia del Imperio Occidental del Oriental; fueron, por tanto, seguidores del Reino ostrogodo de Italia, y por tanto, celebrados por el rey Teodato.